# حكومة الصين
تنقسم الحكومة المركزية لجمهورية الصين الشعبية إلى العديد من أجهزة الدولة:
1. مجلس الشعب الوطني (إن بي سي): السلطة المطلقة للدولة والتي تُقر الدستور والقوانين الأساسية وتشرف على الأجهزة التي تليها جميعًا وتختارها.
2. اللجنة الدائمة للمجلس الوطني لنواب الشعب (إن بي سي إس سي): السلطة التشريعية الدائمة التي تُقر أغلب القوانين، وتفسر الدستور والقوانين، وتتولى المراجعة الدستورية، وتشرف على جميع الأجهزة التي تليها.
3. رئيس الجمهورية، يعمل رأسًا للدولة ويمتثل للقرارات المُتخذة من قبل اللجنة الدائمة للمجلس الوطني لنواب الشعب، لكنه يمارس سلطة مستقلة في ترشيح رئيس مجلس الدولة؛ ونائب الرئيس الذي لا يمتلك سلطةً بحد ذاته لكنه يساعد الرئيس.
4. مجلس الدولة (مرادف لـ «الحكومة الشعبية المركزية»): السلطة التنفيذية، ويترأسه رئيس الحكومة.
5. اللجنة العسكرية المركزية (سي إم سي): السلطة العسكرية، التي يترأسها رئيس الأركان للقوات المسلحة الوطنية بما فيها جيش التحرير الشعبي (بي إل إيه)، والشرطة الشعبية المسلحة (بي إيه بي)، والميليشيا.
6. اللجنة الإشرافية الوطنية (إن إس سي): السلطة الإشرافية.
7. المحكمة الشعبية العليا (إس بي سي): السلطة القضائية.
8. النيابة العامة الشعبية العليا (إس بي بي): سلطة النيابة العامة.

تُمنح السلطة القانونية للحزب الشيوعي بموجب دستور جمهورية الصين الشعبية وتُحقق وظيفتها بصفتها السلطة السياسية العليا في جمهورية الصين الشعبية من خلال سيطرتها الشاملة على الدولة والجيش ووسائل الإعلام. وفقًا لمتحدث بارز باسم الحكومة قال:
لن نقلد ببساطة النظام في الدول الغربية أو نطرح نظامًا لأحزاب متعددة تتولى الحكومة بالتناوب؛ على الرغم من أنه لدى أجهزة الدولة الصينية مسؤوليات مختلفة، فإنها جميعًا تلتزم بخط الحزب ومبادئه وسياساته.
الأجهزة الرئيسية لسلطة الدولة هي المجلس الشعبي الوطني، ورئيس الجمهورية، ومجلس الدولة. يشمل أعضاء مجلس الدولة رئيس الوزراء وعدد متغير من نواب رئيس الوزراء، وخمسة مستشارين للدولة (مكافئين لنواب رئيس مجلس الوزراء لكن بحقائب أقل)، والأمين العام، والآن 26 وزيرًا ورؤساء أقسام آخرين على مستوى مجلس الوزراء. كانت هناك محاولة خلال ثمانينيات القرن العشرين لفصل مهام الحزب والدولة عن بعضهما بجعل الحزب يقرر السياسة العامة والدولة تنفذها. جرى التخلي عن الفكرة في تسعينيات القرن العشرين بسبب أن القادة السياسيين للدولة هم قادة الحزب أيضًا. بالتالي فإن هذه البنية المزدوجة تنتج تركيزًا مركزيًا أحادي للسلطة.
في الوقت ذاته كانت هناك خطوة لفصل مكاتب الحزب والدولة على مستويات أخرى غير الحكومة المركزية. من المألوف أن يكون مسؤول تنفيذي دون وطني هو أمين للحزب أيضًا. يتسبب ذلك بشكل متكرر في حدوث صراع بين الرئيس التنفيذي وأمين الحزب، ويُعتبر هذا الصراع متعمدًا لمنع أي منهما من أن يصبح قويًا للغاية. بعض الحالات الخاصة تشمل المنطقتين الإداريتين لكل من هونغ كونغ وماكاو، فوفقًا للدستور والقوانين الأساسية لكل منها فإن معظم القوانين الوطنية لا تطبق فيها، والمناطق التي تمتلك حكمًا ذاتيًا والتي يكون فيها الرئيس التنفيذي عادةً عضوًا في المجموعة العرقية المحلية بينما الأمين العام للحزب لا يكون محليًا ويكون عادةً من شعوب الهان.
وفقًا للدستور الصيني فإن المجلس الشعبي الوطني هو أعلى جهاز بين سلطات الدولة في الصين. يعقد اجتماعاته لمدة أسبوعين سنويًا لمراجعة الاتجاهات السياسية الرئيسية الجديدة، والقوانين، والميزانية، والتغييرات الرئيسية في الموظفين والموافقة عليها. تُعتمد معظم التشريعات الوطنية في جمهورية الصين الشعبية بموجب اللجنة الدائمة لمجلس الشعب الوطني. تُقدم معظم المبادرات إلى اللجنة الدائمة لمجلس الشعب الوطني لينظر مجلس الدولة فيها بعد المصادقة المسبقة عليها من قبل اللجنة الدائمة للمكتب السياسي للحزب الشيوعي. على الرغم من أن المجلس الوطني لنواب الشعب يوافق عمومًا على سياسة مجلس الدولة وتوصياته الخاصة بالموظفين، فقد أكد هذا المجلس ولجنته الدائمة بشكل متزايد على دوره بوصفه هيئة تشريعية وطنية وتمكن من فرض تغييرات على بعض القوانين. على سبيل المثال، لم يتمكن مجلس الدولة والحزب من تمرير ضريبة الوقود لتمويل بناء الطرق السريعة.